# 拉瓦薩雷

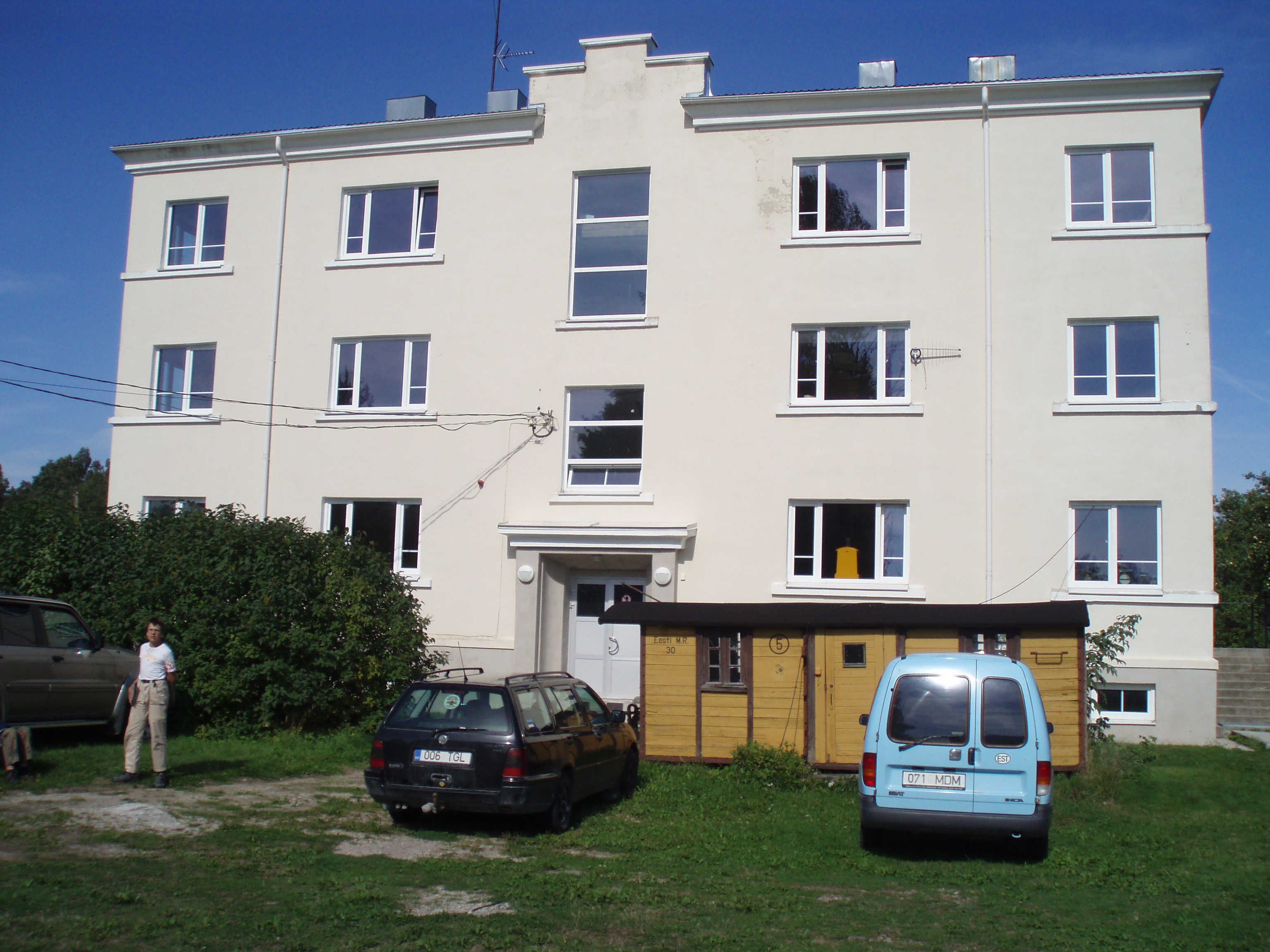
铁路博物馆

拉瓦薩雷是愛沙尼亞派爾努縣派尔努市镇的集鎮，位於該國西南部，距離县府派爾努23公里，海拔高度31米，面積8平方公里，附近的泥炭工廠在1919年成立，2011年人口533。
拉瓦萨雷曾是一个单独的市镇。2013年10月拉瓦萨雷合并至奥德鲁市镇。2017年11月奥德鲁市镇又合并至新的派尔努市镇。